# Jesús López Carril
Jesús López Carril (Santa Marta Carbayín, Siero, Asturias 7 de noviembre de 1949) es un exciclista español, profesional entre 1976 y 1980. Fue hermano del también ciclista Vicente López Carril. Brilló con éxito en el campo amateur, llegándose a proclamar campeón de España de ruta en el año 1973. Sin embargo dio muy tarde el salto a profesionales ya que lo hizo a los 26 años. Su mayor éxito deportivo lo obtuvo en la Vuelta a España al ganar la etapa que finalizaba en Gijón en la edición de 1980.

## Palmarés
1980
- 1 etapa de la Vuelta ciclista a España

## Equipos
- Teka (1976)
- Eldina (1977)
- Transmallorca-Flavia (1978)
- CR Colchón-Atún TAM (1979)
- Peña Hermanos Manzaneque-Alan (1980)

## Resultados en Grandes Vueltas y Campeonato del Mundo
| Carrera         | 1976 | 1977 | 1978 | 1979 | 1980 |
| --------------- | ---- | ---- | ---- | ---- | ---- |
| Giro de Italia  | Ab.  | -    | -    | -    | -    |
| Tour de Francia | -    | -    | -    | -    | -    |
| Vuelta a España | -    | -    | -    | 60º  | Ab.  |
| Mundial en Ruta | -    | -    | -    | -    | -    |

-: No participa

Ab.: Abandono
- Datos: Q9011630